# Eublemma orthogramma
Eublemma orthogramma är en fjärilsart som beskrevs av Pieter Cornelius Tobias Snellen 1872. Eublemma orthogramma ingår i släktet Eublemma och familjen nattflyn. Inga underarter finns listade i Catalogue of Life.